# Andreas Schjelderup
Andreas Rædergård Schjelderup (Bodø, 1 juni 2004) is een Noors voetballer die doorgaans speelt als aanvaller. In januari 2023 verruilde hij FC Nordsjælland voor Benfica. Schjelderup maakte in 2024 zijn debuut in het Noors voetbalelftal.

## Clubcarrière
Schjelderup speelde in de jeugd van Bodø/Glimt en verruilde deze in 2020 op zestienjarige leeftijd voor FC Nordsjælland. Tijdens de winterstop van zijn eerste seizoen in Denemarken werd de middenvelder doorgeschoven naar het eerste elftal. Hier maakte hij zijn debuut in de Superligaen op 4 februari 2021. Op die dag werd door een doelpunt van Simon Hedlund met 0–1 verloren van Brøndby IF. Schjelderup mocht van coach Flemming Pedersen in de basisopstelling beginnen en hij werd na vierenzestig minuten spelen gewisseld ten faveure van Victor Jensen. Zijn eerste professionele doelpunt volgde op 12 maart 2021. Op bezoek bij Lyngby BK mocht Schjelderup van Pedersen in de rust invallen voor Ibrahim Sadiq, die na vier minuten voor de openingstreffer had gezorgd. Nadat Isaac Atanga, een andere invaller, de voorsprong had vergroot, tekende Schjelderup voor de beslissende 0–3 in de blessuretijd van de tweede helft.
In januari 2023 maakte Schjelderup voor een bedrag van circa veertien miljoen euro de overstap naar Benfica, waar hij zijn handtekening zette onder een verbintenis voor de duur van vijfenhalf jaar. Volgens Deense media zou Nordsjælland ook een doorverkooppercentage van twintig procent hebben bedongen bij de transfer. In zijn eerste halve seizoen bij Benfica speelde hij slechts één competitiewedstrijd, waarna zijn oude club FC Nordsjælland hem op huurbasis overnam tot het einde van het seizoen.

## Clubstatistieken
| Seizoen | Club              | Competitie    | Competitie | Competitie | Beker | Beker | Internationaal | Internationaal | Totaal | Totaal |
| Seizoen | Club              | Competitie    | Wed.       | Dlp.       | Wed.  | Dlp.  | Wed.           | Dlp.           | Wed.   | Dlp.   |
| ------- | ----------------- | ------------- | ---------- | ---------- | ----- | ----- | -------------- | -------------- | ------ | ------ |
| 2020/21 | FC Nordsjælland   | Superligaen   | 16         | 3          | 0     | 0     | —              | —              | 16     | 3      |
| 2021/22 | FC Nordsjælland   | Superligaen   | 22         | 4          | 1     | 0     | —              | —              | 23     | 4      |
| 2022/23 | FC Nordsjælland   | Superligaen   | 17         | 10         | 0     | 0     | —              | —              | 17     | 10     |
| 2022/23 | Benfica           | Primeira Liga | 1          | 0          | 0     | 0     | 1              | 0              | 2      | 0      |
| 2023/24 | Benfica           | Primeira Liga | 0          | 0          | 1     | 0     | —              | —              | 1      | 0      |
| 2023/24 | → FC Nordsjælland | Superligaen   | 26         | 9          | 6     | 1     | 6              | 0              | 38     | 10     |
| 2024/25 | Benfica           | Primeira Liga | 7          | 1          | 6     | 2     | 1              | 0              | 14     | 3      |
| Totaal  | Totaal            | Totaal        | 89         | 27         | 14    | 3     | 8              | 0              | 111    | 30     |

Bijgewerkt op 15 januari 2025.

## Interlandcarrière
Schjelderup maakte zijn debuut in het Noors voetbalelftal op 5 juni 2024, toen in het Ullevaalstadion een vriendschappelijke wedstrijd gespeeld werd tegen Kosovo. Door een hattrick van Erling Braut Haaland werd met 3–0 gewonnen. Schjelderup moest van bondscoach Ståle Solbakken op de reservebank beginnen en hij viel in de blessuretijd in voor Haaland. De andere Noorse debutant dit duel was Jostein Gundersen (Bodø/Glimt).
| Interlands van Andreas Schjelderup voor Noorwegen | Interlands van Andreas Schjelderup voor Noorwegen | Interlands van Andreas Schjelderup voor Noorwegen | Interlands van Andreas Schjelderup voor Noorwegen | Interlands van Andreas Schjelderup voor Noorwegen | Interlands van Andreas Schjelderup voor Noorwegen | Interlands van Andreas Schjelderup voor Noorwegen |
| №                                                 | Datum                                             | Wedstrijd                                         | Uitslag                                           | Competitie                                        | Goals                                             |                                                   |
| Als speler bij FC Nordsjælland                    | Als speler bij FC Nordsjælland                    | Als speler bij FC Nordsjælland                    | Als speler bij FC Nordsjælland                    | Als speler bij FC Nordsjælland                    | Als speler bij FC Nordsjælland                    | Als speler bij FC Nordsjælland                    |
| ------------------------------------------------- | ------------------------------------------------- | ------------------------------------------------- | ------------------------------------------------- | ------------------------------------------------- | ------------------------------------------------- | ------------------------------------------------- |
| 1                                                 | 5 juni 2024                                       | Noorwegen – Kosovo                                | 3 – 0                                             | Vriendschappelijk                                 |                                                   |                                                   |

Bijgewerkt op 15 januari 2025.

## Erelijst
| Primeira Liga | 1 | 2022/23 |